# Amnesia (Dos almas en una)
Amnesia (Dos almas en una) ist ein mexikanischer Film des Regisseurs Ernesto Vollrath aus dem Jahr 1921. Der Stummfilm ist dem Genre des Melodramas zuzuordnen. Das Drehbuch basiert auf einem gleichnamigen Werk von Amado Nervo.

## Inhalt
Erzählt wird die Geschichte von Pablo, der Luisa heiratet. Sie lenkt ihn mit ihrem ausschweifenden Lebensstil von seinen Aufgaben ab. Luisa bekommt ein Kind und leidet kurz darauf an Amnesie. Pablo nutzt diese Situation zu seinem Vorteil, indem er seine Frau zu einer fügsamen und liebenswerten Person umformt, die er nun Blanca nennt. Ein Arzt rät Pablo, seine Frau zu einer Kur zu schicken, was dieser jedoch ablehnt.
Das neue glückliche Leben des Paares endet jäh mit Luisas Tod.

## Zuordnung
Im Besitz der Filmoteca de la UNAM befinden sich zwei Kopien des Filmes, eine von 1921 und eine von 1922. Die meisten Publikationen ordnen den Film jedoch dem Jahr 1921 zu.